# Блок кредити
Блок кредити је систем додељивања фондова локалном здравству, социјалној заштити или образовању уз дозволу примаоцу да распореди приоритете и начин дистрибуције. Заговорници тврде да повећава ефикасност и локалну контролу, док противници сугеришу да је то скривени начин смањивања фондова за јавну потрошњу.